# 朴勝元
朴 勝元（パク・スンウォン、朝鮮語: 박승원、1946年11月 - ）は、朝鮮民主主義人民共和国の軍人、政治家。朝鮮人民軍総参謀部副総参謀長、朝鮮労働党中央委員会委員などを歴任したが、2015年5月にモスクワの駐ロシア韓国大使館を経由して韓国に亡命した。朝鮮人民軍における軍事称号（階級）は上将。

## 経歴
1946年に生まれた。出生地は不明。金日成軍事総合大学を卒業後、1994年に中将に昇進し第820訓練所参謀長に任命された。1995年3月に朝鮮人民軍総参謀部副総参謀長に転じ、1998年7月に最高人民会議第10期代議員に選出された。2000年9月に韓国・済州島で開かれた第1回南北国防相会談に金鎰喆人民武力部長に次ぐ次席代表として参加し、南側の趙成台国防部長官と会談した。同年10月に訪朝した遅浩田中国国防部長と金鎰喆人民武力部長の会談に同席した。2001年にも韓国を訪問し、金熙相中将と実務協議を行い朝鮮半島の緊張緩和などについて討議した。
2002年4月14日に上将に昇進したが、2003年8月27日に実施された最高人民会議第11期代議員選挙で代議員に選出されなかった。同年8月21日に訪朝した徐才厚中国人民解放軍総政治部主任と会談し、10月に訪朝した呉邦国全国人民代表大会常務委員会委員長と金永南最高人民会議常任委員会委員長との会談に同席した。
2009年3月9日に実施された最高人民会議第12期代議員選挙で代議員に再選され、2010年9月28日に開催された朝鮮労働党第3回党代表者会で朝鮮労働党中央委員会委員に選出され、2011年12月17日に金正日総書記が死去した際には、国家葬儀委員会委員に選ばれた。
2013年にオープンした馬息嶺スキー場の建設の功を認められ、「労力英雄」と「第1級国旗勲章」を受賞した。しかし、2014年11月にスキー場建設に関与した馬園春国防委員会設計局長が粛清されたことから、2015年5月にロシア・モスクワの駐ロシア韓国大使館を経由して韓国に亡命したと報じられた。この報道を受けて朝鮮中央通信が声明を出し、亡命説は「傀儡情報院と極右保守メディアどもの醜い妄動」であり、現在も馬息嶺スキー場の建設事業を指揮していると反論した。

## 参考サイト
- 북한정보포털